# Kölner Stämme

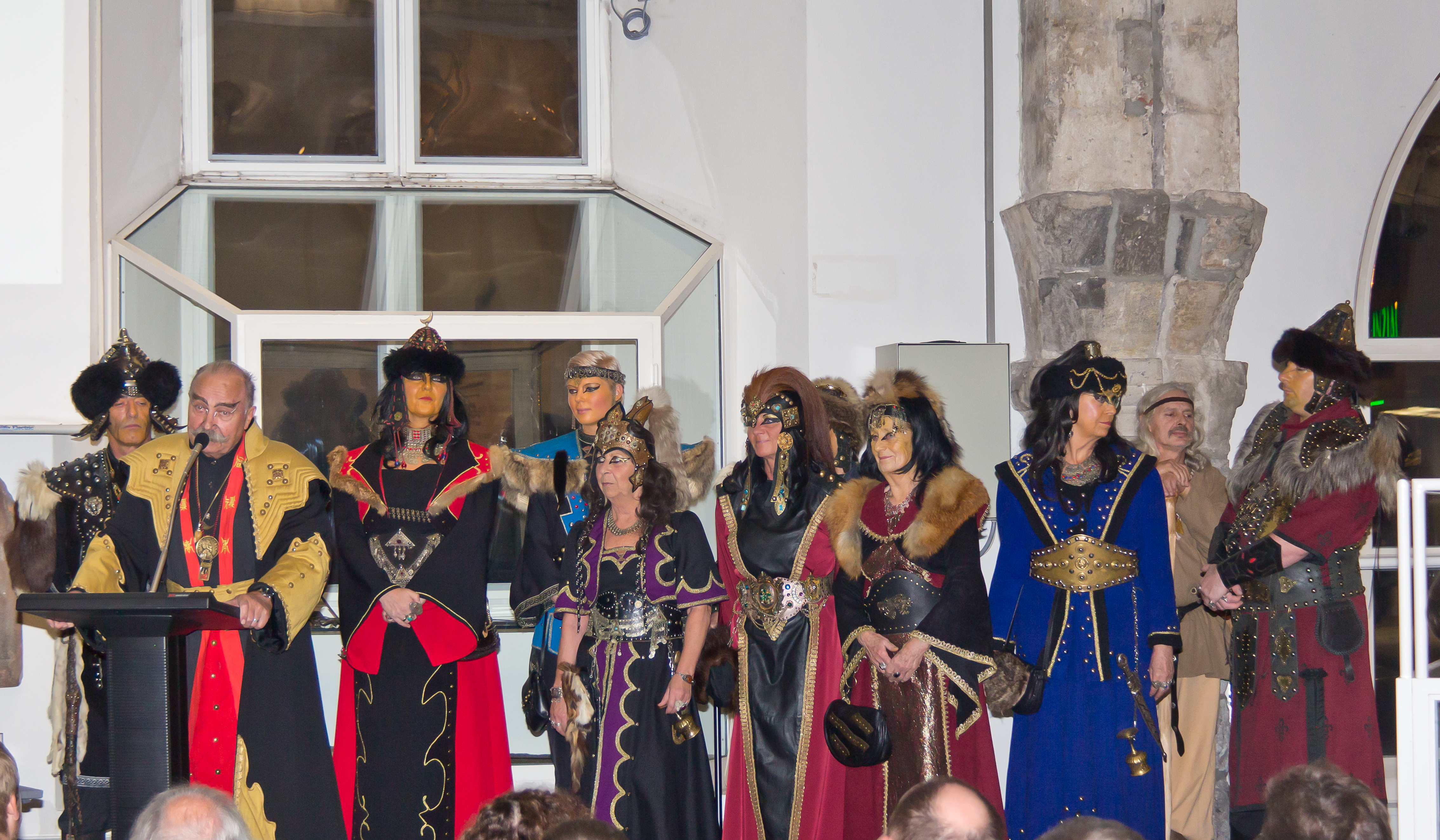
Mitglieder der Kölner Hunnenhorde im Kölnischen Stadtmuseum

Die Kölner Stämme sind ein Zusammenschluss von rund 80 Vereinen, Stammtischen und Interessengemeinschaften aus dem Kölner Raum, die es sich zur Aufgabe gemacht haben, das Leben in früheren Epochen und/oder anderen Ländern darzustellen und nachzuleben. Erste Vereine dieser Art gibt es in Köln seit den 1950er Jahren.
Unter den Stämmen finden sich solche zu verschiedenen Themen wie etwa Tataren, Hunnen, Germanen, Mongolen, Wikinger und Ostgoten, aber auch Piraten, Ritter und Räuber. Viele Stämme veranstalten jährlich eigene Lager, die von Interessierten besucht werden können, wie etwa das Hunnenlager. Dabei werden nachgebaute oder originale Behausungen wie Zelte der Nomaden, Jurten der Hunnen und Mongolen, Tipis der Indianer oder Festbauten der Wikinger aufgestellt. Die Stammesmitglieder tragen originale oder selbst gefertigte Trachten. Dabei wird besonderer Wert darauf gelegt, sich eng an historischen Unterlagen oder Originalen zu orientieren. Einige Mitglieder lernen auch die jeweilige Sprache.
Als erster „Stamm“ gilt die 1. Kölner Hunnenhorde von 1958. Der Kölner Grafiker Horst Drenske wurde vom Film Attila – Der Hunnenkönig inspiriert und gründete zunächst den Verein für Ethnologie, der später umbenannt wurde. Zweck des Vereins ist, das Leben der Hunnen unter ihrem König Attila zu erkunden und den Menschen von heute näherzubringen.

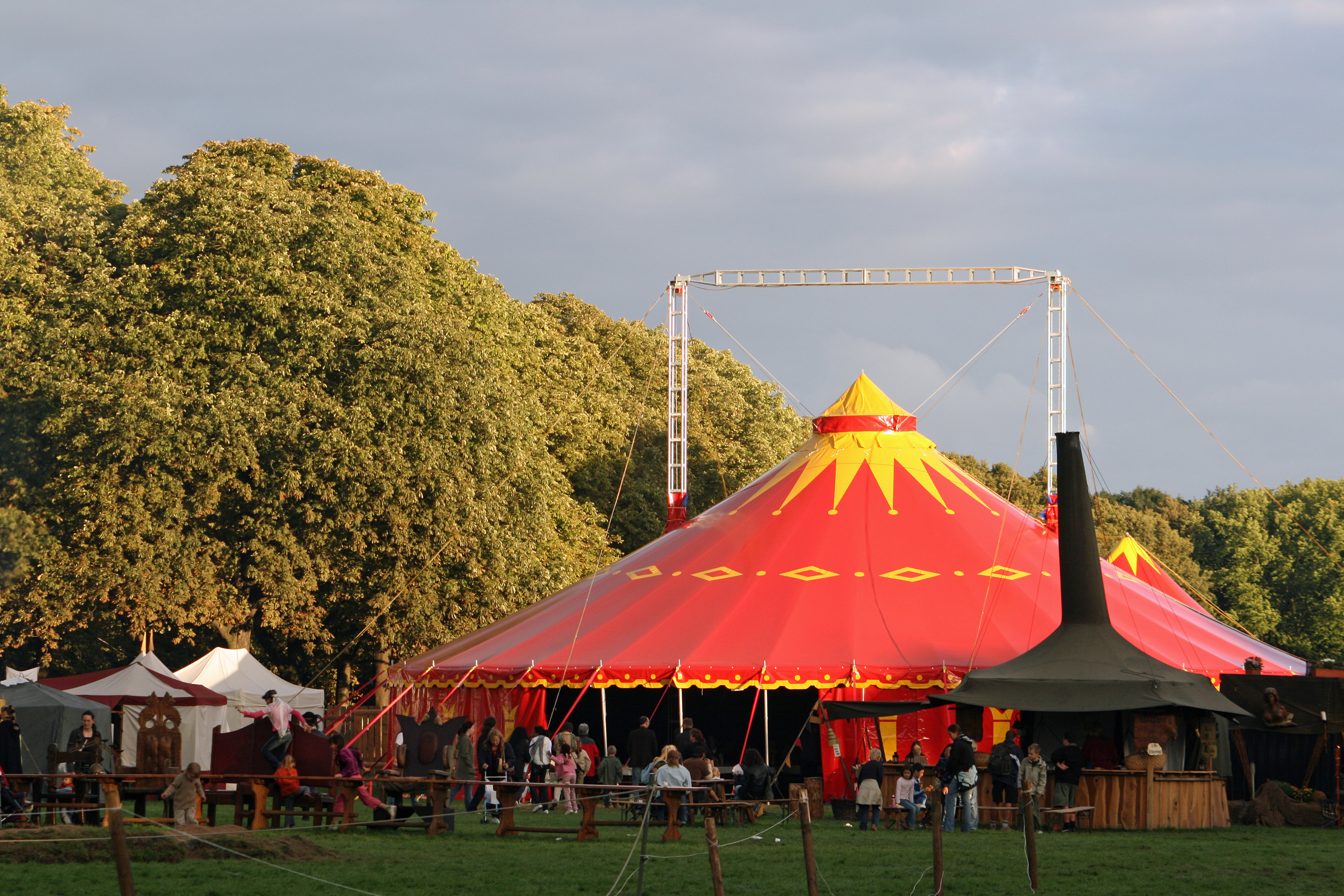
Gemeinsames Lager der Kölner Stämme im Jahr 2007, Eingangszelt

1991 schlossen sich mehrere Gruppierungen zu den Kölner Stämmen zusammen; 2012 hatte die Organisation rund 80 Mitgliedsvereine. In den Jahren 2000, 2004, 2007 und 2010 veranstalteten die Stämme ein großes gemeinsames Lager. 2012 und 2013 fanden die Kölner Stämmelager im Blücherpark statt. Der Eintrittsbeitrag wurde der CF-Selbsthilfe Köln von an Mukoviszidose erkrankten Menschen gestiftet. Von 2000 bis 2010 kamen so rund 60.000 Euro zusammen.
Es gibt Stämme, die am Karneval teilnehmen, indem sie zum Beispiel beim Rosenmontagszug mitgehen. Die meisten verstehen sich jedoch nicht primär als Karnevalsverein. So spielt bei vielen Vereinen die Spiritualität eine große Rolle, wozu auch neoschamanistische Praktiken gehören. Viele Vereinsmitglieder sind aus der Kirche ausgetreten und lassen Hochzeiten und Beerdigungszeremonien von ihrem Vereinsschamanen durchführen.

## Film
- Die Stämme von Köln. Film von Anja Dreschke, KölnEdition 2011.